# Комплекс звездообразования в Цефее
Комплекс звездообразования в Цефее — обширная область Рукава Ориона в составе Млечного Пути, состоящая из множества гигантских молекулярных облаков и OB-ассоциаций, располагающийся в направлении видимого с Земли созвездия Цефея. Наряду с молекулярным облаком Ориона он является одной из ближайших к Солнцу областей звездообразования, хотя последний намного меньших размеров. Кроме того, в отличие от облака Ориона, значительная часть (в частности, OB-ассоциации) комплекса Цефея скрыта от нас тёмными слоями пыли и газа, располагающимися на линии видимости между комплексом и Солнечной системой.
Основная часть комплекса смещена к северу от галактической плоскости и располагается в диапазоне от 0° до +30° галактической широты, первым на это обратил внимание Эдвин Хаббл в 1934 году, который отметил отсутствие галактик в этом направлении — что свидетельствовало о затемнении этой области пылевыми облаками. Однако только в 1967 году было положено начало систематическому изучению этой области, которая оказалась одной из самых сложных и мощных областей звездообразования в нашем рукаве Галактики.
Комплекс состоит из восьми крупных структур, различающихся функциями и положением, в которых, в свою очередь, выделяют более 200 более или менее ярких отдельных туманностей, ясно видимых в инфракрасном диапазоне. Многие из этих туманностей связаны с рассеянными звёздными скоплениями (как в случае с NGC 7129) или крупными и яркими звёздными ассоциациями (например, IC 1396). В этой области насчитывается четыре ассоциации; некоторые из них состоят из звёзд, сформированных на разных этапах эволюции комплекса.